# Huw Swetnam
Huw Swetnam es un deportista británico que compitió en piragüismo en la modalidad de eslalon. Ganó  medalla de plata en el Campeonato Mundial de Piragüismo en Eslalon de 2009 y tres medallas en el Campeonato Europeo de Piragüismo en Eslalon entre los años 2004 y 2009.

## Palmarés internacional
| Campeonato Mundial | Campeonato Mundial             | Campeonato Mundial | Campeonato Mundial |
| Año                | Lugar                          | Medalla            | Competición        |
| ------------------ | ------------------------------ | ------------------ | ------------------ |
| 2009               | Seo de Urgel (España)          | Medalla de plata   | K1 por equipos     |
| Campeonato Europeo |                                |                    |                    |
| Año                | Lugar                          | Medalla            | Competición        |
| 2004               | Skopie (Macedonia)             | Medalla de plata   | K1 por equipos     |
| 2007               | Liptovský Mikuláš (Eslovaquia) | Medalla de bronce  | K1 por equipos     |
| 2009               | Nottingham (Reino Unido)       | Medalla de oro     | K1 por equipos     |